# Crivillén
Crivillén is een gemeente in de Spaanse provincie Teruel in de regio Aragón met een oppervlakte van 42,03 km². Crivillén telt 71 inwoners (1 januari 2016).

## Demografische ontwikkeling
Bron: INE, 1857-2011: volkstellingen

## Geboren in Crivillén
- Pablo Serrano (1908-1985), beeldhouwer